# Lukov (Zlín)
Lukov (in tedesco Groß Lukau) è un comune della Repubblica Ceca facente parte del distretto di Zlín, nella regione di Zlín.